# Grup Spinelli
El Grup Spinelli és una iniciativa que proposa la cerca d'un federalisme en el si de la Unió Europea i l'activitat de la qual es plasma en la introducció d'una xarxa de ciutadans, grups d'experts, ONG, universitaris, escriptors i polítics que donen suport a la idea d'una Europa federal i unida. Aquesta iniciativa té com una de les seves principals finalitats «assolir una majoria al Parlament Europeu sobre qüestions importants».
Fundat el 15 de setembre del 2010 al Parlament Europeu (a Brussel·les), aquest moviment pren el nom d'Altiero Spinelli (1907-1986), un dels pares fundadors de la Unió Europea i promotor de la Unió d'Europeus Federalistes (UEF), associació que donà suport a la creació d'aquest grup liderat pels següents eurodiputats: 
- Guy Verhofstadt, president del grup de l'Aliança dels Demòcrates i Liberals per a Europa i president d'honor de UEF Bèlgica
- Daniel Cohn-Bendit, diputat europeu, copresident del Grup dels Verds-Aliança Lliure Europea
- Sylvie Goulard, Grup dels Verds-Aliança Lliure Europea, antiga presidenta i actual vicepresidenta del Moviment Europeu França i membre del Moviment Democràtic;
- Isabelle Durant, del Grup dels Verds-Aliança Lliure Europea i antiga viceprimera ministra belga.

## Moviments federalistes
Anteriorment al Grup Spinelli, ja es posaren en marxa altres iniciatives destinades a reunir partidaris del federalisme europeu en el si del Parlament Europeu. El 9 de juliol del 1980 el Club del Crocodile, compost per parlamentaris europeus, fou fundat pel mateix Altiero Spinelli. El 1999, el diputat Jo Leinen i la UEF iniciaren el reconeixement oficial d'un grup intern al Parlament Europeu per una constitució europea que, malgrat no ser acceptat oficialment, continua existint.

## Manifest
El grup ha publicat un manifest en línia (vegeu Enllaços externs) que fa referència al Manifest de Ventotene, escrit per Spinelli, i crida els membres del Parlament Europeu i els ciutadans d'Europa a signar i afegir el seu nom a la llista d'aquells que lluiten contra els nacionalismes i l'intergovernamentalisme. Donant suport als objectius i principis del manifest, els signants mostren la seva voluntat d'accelerar el procés d'integració i promoció d'una Europa federal.

## Membres actuals
El comitè de direcció constitueix el nucli dur del grup Spinelli, compost per 33 membres que inclouen parlamentaris europeus, responsables polítics i universitaris.
Un dels seus membres fundadors, també considerat un dels promotors de la UE, Tommaso Padoa-Schioppa, morí a finals del 2010.
A l'Eurocambra, el grup es compon de parlamentaris, agrupant diputats que donaren suport al manifest en línia i que actualment assoleix 108 membres. A l'exterior, la xarxa Spinelli comprèn la resta de ciutadans que han signat la declaració en línia i a maig del 2011 reunia al voltant de 2.500 persones.
Composició del comitè de direcció a 30 de març del 2010:
- Jacques Delors
- Mario Monti
- Joschka Fischer
- Pat Cox
- Róża Thun
- Kalipsó Nikolaidis
- Danuta Hübner
- Gesine Schwan
- Tomaso Padoa Schioppa
- Elie Barnavi
- Jean-Marc Ferry
- Ulrich Beck
- Amartya Sen
- Andrew Duff
- Elmar Brok
- Tibor Dessewffy
- Sandro Gozi
- Paweł Świeboda
- Kurt Vandenberghe
- Gaëtane Ricard-Nihoul
- Anna Triandafil·lidu
- Diogo Pinto
- Heather Grabbe
- Imola Streho
- Alina-Roxana Girbea
- Guy Verhofstadt
- Daniel Cohn Bendit
- Sylvie Goulard
- Isabelle Durant
- Sergio Cofferati
- Koert Debeuf
- Édouard Gaudot
- Guillaume McLaughlin
- Mychelle Rieu

## Posicions
El Grup Spinelli defensa un punt de vista proeuropeu, respectant el mètode comunitari iniciat pels pares fundadors, i se situa contra la tendència dels estats membres a recórrer a l'intergovernamentalisme en els processos de decisió. Al Parlament Europeu, el Grup Spinelli tracta d'estructurar les majories en textos reforçant el mètode comunitari, per a la qual cosa s'estableixen reunions a Estrasburg amb els diputats signants. A més d'això, organitzen taules rodones obertes al públic i proposen una vegada a l'any una trobada amb el conjunt dels signants. El comitè de direcció del grup es reuneix en un Consell Europeu «fantasma » la vigília de les cimeres europees i, en funció de l'agenda d'aquestes, avancen proposicions que «promouen solucions fonamentades en l'interès del conjunt de la Unió Europea i els seus ciutadans».